# Hypoponera eduardi
Hypoponera eduardi es una especie de hormiga del género Hypoponera, subfamilia Ponerinae. 

## Distribución
Esta especie se encuentra en Argelia, Cabo Verde, Comoras, Macaronesia, Mauricio, La Reunión, Seychelles, Sudáfrica, Chile, Francia, Grecia, Italia, España, Australia, Nueva Caledonia y Nueva Zelanda.